# Плетуха монетницева
Плетуха монетницева або плетуха сольданеловидна або плетуха сольданелова (Calystegia soldanella) — вид трав'янистих рослин родини берізкові (Convolvulaceae). Цей вид трапляється у всьому світі, особливо в помірних і субтропічних районах поблизу узбережжя, переважно нижче 50 м над рівнем моря; віддає перевагу піщаним узбережжям та прибережним пляжам.

## Опис

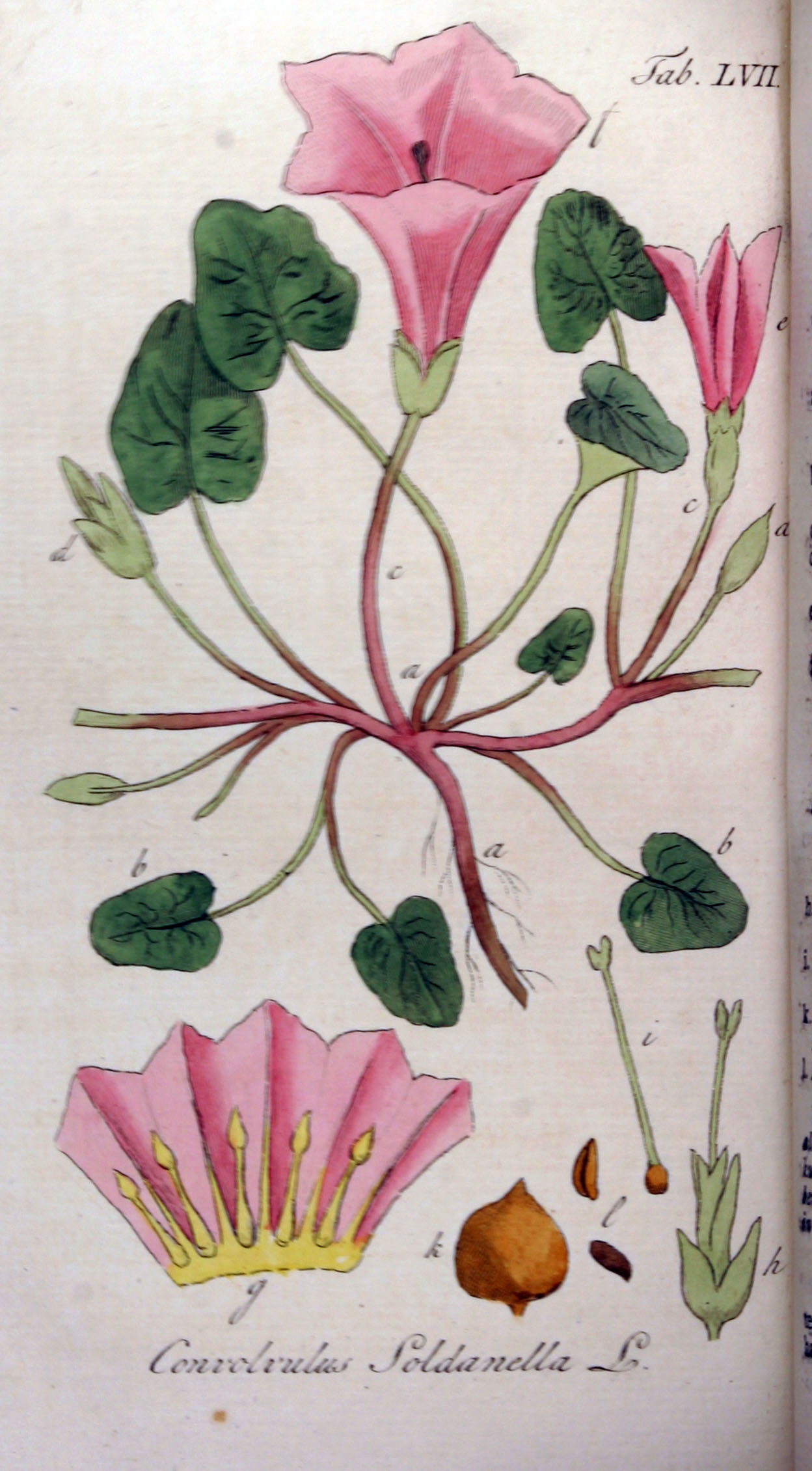

Багаторічна кореневищна рослина до 1 м завдовжки. Рослини голі. Стебла лежачі, розгалужені. Черешок довший, ніж листова пластина. Листки ниркоподібно-серцеподібні або ниркоподібні, злегка м'ясисті. Нижчі квітоніжки зазвичай перевищують листя, верхні найчастіше коротші. Приквітки б. м. рівні чашолисткам. Віночок рожево-фіолетовий, (3)4–5(5.5) см завдовжки. Тичинки (1.8)2.1–2.7(3) см; пиляки (3)4–5.5(6) мм. 2n = 22. 

## Поширення
Африка: Алжир (пн.), Марокко, Туніс, Лівія, ПАР; Азія: Іран (пн.), Ліван, Ізраїль, Туреччина, Грузія, Росія, Китай, Японія, Корея, Тайвань; Австралазія: Австралія, Нова Зеландія; Європа: Данія, Ірландія, Велика Британія, Бельгія, Німеччина, Нідерланди, Україна [Крим], Албанія, Боснія і Герцеговина, Чорногорія, Хорватія, Словенія, Болгарія, Греція (вкл. Крит), Італія (вкл. Сардинія, Сицилія), Мальта, Франція (вкл. Корсика), Португалія, Іспанія (вкл. Балеарські острови); Північна Америка: Канада [Британська Колумбія (зх.)], США; Південна Америка: Еквадор [Галапагоські острови], Аргентина, [Буенос-Айрес] Чилі, Уругвай. Населяє піщані морські узбережжя, прибережні дюни.
В Україні зростає на приморських пісках і галечниках — у південному Криму, рідко. Смолоносна, харчова рослина. Входить до переліку видів, які перебувають під загрозою зникнення на території м. Севастополя. У Червоній книзі України має статус «Зниклий у природі». Зникла через наростання рекреаційного навантаження, створення берегозахисних споруджень.